# Myodes
Genre
Synonymes
- Clethrionomys Tilesius, 1850 [1]

Le genre Myodes regroupe des campagnols, petits rongeurs de la famille des Cricétidés. L'histoire de la taxinomie des espèces de ce genre est complexe et fait toujours débat.

## Classification
Ce genre a été décrit pour la première fois en 1811 par le zoologiste allemand Peter Simon Pallas (1741-1811). 
Le genre Myodes n'est pas présent dans les classifications classiques traditionnelles qui classent encore les Arvicolinés dans la famille des Muridés.
Le genre Clethrionomys avait remplacé le genre Evotomys, mais dans les classifications plus récentes, le genre Myodes comprend généralement le genre Clethrionomys et le genre Phaulomys.

### Synonymes
Mammal Species of the World (version 3, 2005)  (31 déc. 2013) :
- Clethrionomys Tilesius, 1850
- Craseomys Miller, 1900
- Evotomys Coues, 1874
- Glareomys Rasorenova, 1952
- Neoaschizomys Tokuda, 1935
- Phaulomys Thomas, 1905

### Liste des espèces
Selon Mammal Species of the World (version 3, 2005)  (31 déc. 2013) :
- Myodes andersoni (syn. Phaulomys  californicus) (Thomas, 1905)
- Myodes californicus (syn. Clethrionomys californicus) (Merriam, 1890)
- Myodes centralis (syn. Clethrionomys centralis) Miller, 1906
- Myodes gapperi (syn. Clethrionomys gapperi) Vigors, 1830 - Campagnol à dos roux de Gapper[5],[2]. Certains auteurs mentionnent aussi une sous-espèce : le Campagnol à dos roux de Loring (Clethrionomys gapperi loringi)[2].
- Myodes glareolus (syn. Clethrionomys glareolus) (Schreber, 1780) - Campagnol roussâtre[6],[2]
- Myodes imaizumii
- Myodes regulus
- Myodes rex
- Myodes rufocanus (syn. Clethrionomys rufocanus) (Sundevall, 1846) - Campagnol de Sundevall ou Campagnol gris-roux de Sundevall[2]
- Myodes rutilus (syn. Clethrionomys rutilus) (Pallas, 1779) - Campagnol boréal, Campagnol roux boréal ou Campagnol rouge nordique[2]
- Myodes shanseius
- Myodes smithii (syn. Phaulomys smithii)

## Rôle écologique
Ces campagnols sont susceptibles de véhiculer l'hantavirus.

## voir aussi